# Geschiedenis van Sovjet-Rusland en de Sovjet-Unie (1917-1927)

Embleem van Sovjet-Rusland (1920-1978)

De Geschiedenis van Sovjet-Rusland en de Sovjet-Unie van 1917 tot 1927 werd beheerst door het bestendigen van de communistische staat en het doorvoeren van vergaande veranderingen in Rusland. Vladimir Lenin, de oprichter en leider van de communistische partij, probeerde met zijn Nieuwe Economische Politiek (NEP) de Russische economie zelfstandig te laten worden op socialistische leest.

## Ontstaan van de Sovjet-Unie
Het Tsaristisch Rusland had zich in 1914 in de chaos van de Eerste Wereldoorlog gestort aan de zijde van het Verenigd Koninkrijk en Frankrijk (de Triple Entente). Na enkele Russische offensieven in Duitsland en Galicië (Oostenrijk-Hongarije), werd het Russische leger in de loop van 1916 en 1917 steeds verder teruggedrongen. Grote gebieden van het Russische rijk werden door de centralen bezet. De tsaar werd door de Februarirevolutie gedwongen om af te treden. Hierna nam de Voorlopige Regering de macht over onder leiding van Georgi Lvov en Aleksandr Kerenski. De Voorlopige Regering zette de oorlog voort.
Duitsland - dat zijn aan het oostfront gelegerde troepen wilde inzetten in Frankrijk - besloot toen de leider van de Russische communisten (Vladimir Lenin) naar Rusland te zenden. Lenin had beloofd de oorlog tegen de Centralen te staken als hij aan de macht zou komen. Eenmaal aangekomen in de hoofdstad Petrograd (nu Sint-Petersburg) begon Lenin samen met andere communistische bannelingen uit Siberië te prediken voor een socialistische staat. De communisten namen de macht over in Moskou en Petrograd via de Oktoberrevolutie.

## Russische Burgeroorlog
Nadat Lenin en zijn communisten de macht over hadden genomen, ontstonden er meteen bewegingen die de machtsovername van de communisten niet erkenden: reeds de dag na de Oktoberrevolutie werd er in het gebied van de Don een leger Kozakken verzameld, onder leiding van Aleksej Kaledin, dat op wilde trekken naar Petrograd. Binnen een jaar hadden deze Witten (soms ook wel het Witte Leger genoemd) grote delen van Rusland in handen: Petrograd werd vanuit het noorden en zuiden belegerd en de Roden hadden grote moeite Moskou en Tsaritsyn (het huidige Wolgograd) te behouden. Door onderlinge twisten binnen de Witten kon het door Leon Trotski opgerichte Rode Leger echter het initiatief naar zich toe trekken. In 1921 en 1922 werden de Witten na een lange oorlog tot in Siberië teruggedrongen. Pas in 1923 viel het laatste Witte bolwerk in Vladivostok en pas in 1935 werden de laatste resten van de Basmatsjen uit Centraal-Azië verdreven en was de hele Sovjet-Unie onder communistisch gezag.
Sommige randgebieden zoals Polen en Finland, die zich na het begin van de burgeroorlog hadden afgescheiden van het centrale gezag in Petrograd, kenden kleinere oorlogen tussen Witten en Roden. Uiteindelijk werden in Polen, Litouwen, Letland, Estland en Finland democratische regeringen in het zadel geworpen. Islamitische gebieden zoals Turkmenistan werden door het Rode Leger wel behouden.

## NEP en de dood van Lenin
Toen de burgeroorlog in 1922 in het voordeel van de communisten was beslist, was Rusland een ruïne: door de oorlog lag de productie vrijwel stil en miljoenen Russen stierven de hongerdood. Nog eens honderdduizenden Russen vluchtten het land uit, uit angst voor de communisten. Lenin wilde in eerste instantie wachten op een wereldrevolutie, om dan met westers kapitaal Rusland op te bouwen. Toen deze wereldrevolutie echter uitbleef en de Russische boerenbevolking begon te morren wegens het bolsjewistische beleid van oorlogscommunisme, besloot Lenin een NEP (Nieuwe Economische Politiek) af te kondigen: Rusland zou met eigen middelen een toonbeeld van een communistische staat moeten worden, een voorbeeld voor de rest van de wereld.
De Russische landbouw - vanouds de productieveer van Rusland - werd als basis gebruikt voor deze geforceerde industrialisatie. Nieuwe industrieën werden in onder andere Wolograd, Omsk en Charkov uit de grond gestampt, en de Russische mineralen zoals steenkool, ijzer en tin werden aangebroken.

## Vervolg
- Geschiedenis van de Sovjet-Unie (1927-1953)